# HE 1523-0901
HE 1523-0901 è una stella gigante rossa, presumibilmente una stella di popolazione II povera di metalli (metallicità [Fe/H]=-2,95), situata nella costellazione della Bilancia.
L'astro fu scoperto nel campione di stelle brillanti e povere in metalli che costituiscono l'alone galattico durante la survey Hamburg/European Southern Observatory da Anna Frebel e collaboratori. La scoperta fu pubblicata nel numero del 10 maggio 2007 dell'Astrophysical Journal.

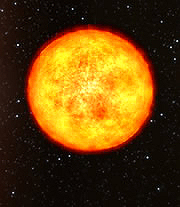
Rappresentazione artistica di HE 1523-0901 (ESO).

L'età della stella, misurata dal Very Large Telescope dell'ESO, è di circa 13,2 miliardi di anni, dunque un'età molto vicina a quella attualmente stimata per l'Universo (13,7 miliardi di anni, secondo le misurazioni del WMAP); per tale motivo è considerato l'oggetto più vecchio scoperto nella Via Lattea. HE 1523-0901 è la prima stella la cui età è stata determinata tramite il decadimento degli elementi radioattivi uranio e torio assieme a delle misurazioni condotte sugli elementi a cattura neutronica. Si ritiene che la stella si sia formata direttamente dai resti delle stelle di prima generazione, esplose come supernovae al termine del proprio ciclo vitale nei primi tempi della storia dell'Universo.
Le massa di HE 1523-0901 è circa l'80% di quelle del Sole, mentre essendo nella fase di gigante rossa, il suo diametro è notevolmente maggiore di quello solare.

## Visibilità
La stella è ben visibile, con l'ausilio di un piccolo telescopio, alle latitudini australi, ma è possibile individuarla anche dall'emisfero boreale, essendo a breve distanza dall'equatore celeste.